# Apatura magnifica
Apatura magnifica är en fjärilsart som beskrevs av Schultz 1904. Apatura magnifica ingår i släktet Apatura och familjen praktfjärilar. Inga underarter finns listade i Catalogue of Life.